# Cut-X
Cut-X (bürgerlich Ingo Blume) ist ein DJ und Produzent sowie Mitbegründer und Ex-Mitglied der Gabba Nation (-GN-) und der Fuckparade in Berlin.
Seine Stilrichtung wird dem Gabba oder Hardcore-Techno zugerechnet. Er ist Gabba-DJ seit 1992, vorher sammelte er jedoch schon einige Erfahrungen im Hip-Hop-Bereich. Zwischen 1993 und 1996 war er mit der Gabba Nation einer der Resident DJs im legendären Bunker („hardest club on earth“).